# Linum scoparium
Linum scoparium är en linväxtart som beskrevs av August Heinrich Rudolf Grisebach. Linum scoparium ingår i släktet linsläktet, och familjen linväxter. Inga underarter finns listade i Catalogue of Life.